# Арпадере
Арпадере е река в Южна България – Област Стара Загора, общини Стара Загора и Опан и Област Хасково, община Димитровград, ляв приток на река Марица. Дължината ѝ е 33 km.
Река Арпадере извира на 183 m н.в., на 1,7 km североизточно от с. Ловец, община Стара Загора. Тече в южна посока през Горнотракийската низина в плитка наносна долина. Влива се отляво в река Марица на 87 m н.в., до село Златополе, община Димитровград.
Площта на водосборния басейн на реката е 53 km2, което представлява 0,10% от водосборния басейн на Марица, а границите на басейна ѝ са следните:
- на запад – с водосборния басейн на река Мартинка, ляв приток на Марица;
- на изток – с водосборния басейн на река Сазлийка, ляв приток на Марица.[1]

Характерното за водосборния басейн на реката е, че е изключително тесен, без притоци и с коефициент от 2,47.
Реката е с дъждовно подхранване, като максимумът е в периода януари-май, а минимумът – юли-октомври.
По течението на реката в Община Димитровград са разположени 2 села: Долно Белево и Златополе.
Водите на реката се използват за напояване, като за целта по течението са изградени два големи язовира: „Бяло поле“ и „Голямо Асеново“.

## Топографска карта
- Лист от карта K-35-64. Мащаб: 1 : 100 000.